# Scotorythra caryopis
Scotorythra caryopis är en fjärilsart som beskrevs av Edward Meyrick 1899. Scotorythra caryopis ingår i släktet Scotorythra och familjen mätare. Inga underarter finns listade i Catalogue of Life.